# Liefersperre
Eine Liefersperre (auch: Geschäftsverweigerung oder englisch refusal to supply) ist im Kartellrecht eine Form des nicht-preisbezogenen Behinderungsmissbrauchs durch ein marktbeherrschendes oder marktstarkes Unternehmen. Es geht dabei um Fälle, in denen Unternehmen in einem üblicherweise zugänglichen Markt im Gegensatz zu anderen nicht beliefert werden.
Grundsätzlich sind auch marktbeherrschende bzw. marktstarke Unternehmen frei in ihrer Absatzgestaltung. Innerhalb eines von ihnen praktizierten Vertriebssystems werden ihnen jedoch durch § 20 und § 19 GWB Grenzen gesetzt. Insbesondere dürfen einzelne Abnehmer nicht ohne rechtlich gebilligten Grund von einer Belieferung ausgeschlossen werden. So darf etwa die einzige Funktaxizentrale am Ort nicht die Aufnahme weiterer Mitglieder ablehnen oder die Zusammenarbeit mit diesen verweigern. Letztlich ist zur Beurteilung der Zulässigkeit einer Liefersperre immer eine Interessenabwägung im Hinblick auf die Zielsetzung des GWB, eines freien Wettbewerbs, durchzuführen. Ein Hersteller muss etwa ein Reparaturunternehmen nicht mit Ersatzteilen beliefern, wenn dessen Leistungen mangelhaft sind.
Der Aufruf zur Liefersperre wird von § 21 Abs. 1 GWB, dem Boykottverbot, erfasst. Es gilt auch für nicht marktbeherrschende Unternehmen. Ein Beispielsfall ist der Milchlieferstopp 2008.